# Alexa Kriele
Alexa Kriele (* 1961 in Überlingen) ist eine deutsche Autorin zahlreicher Bücher und erlangte in Deutschland Popularität durch Auftritte in TV-Sendungen wie Maischberger, Sabine Christiansen oder Johannes B. Kerner. Sie bezeichnet sich selbst als „Engel-Dolmetscherin“, denn nach eigenen Angaben könne sie zwischen Menschen und Engeln dolmetschen. Dabei stellen Personen ihr Fragen, und sie teilt mit (dolmetscht), was sie dazu von den Engeln höre. Kriele war verheiratet mit Martin Kriele und hat vier Kinder.

## Werdegang
Kriele stammt aus einer Arztfamilie und zog nach Scheidung der Eltern mit ihrer Mutter, eine Journalistin, im Alter von 20 Jahren nach Argentinien. Dort arbeitete sie 7 Jahre als Dolmetscherin (Spanisch / Deutsch) und entdeckte dabei ihr Interesse am Dolmetschen. Zurück in Deutschland studierte sie Philosophie und Psychologie und arbeitete anfangs als Journalistin.
Nach eigener Aussage wurde sie 1994 in Möggers (Österreich) von einer ihr fremden Frau namentlich angesprochen mit dem Hinweis, sie sei in der Lage, Engel zu hören, und solle diese Gabe nutzen. Dieses Gespräch hätte nach eigener Aussage ihr Leben nachhaltig verändert, da sie diese Stimmen schon länger höre, aber nicht zuordnen könne. Seit 1994 konzentriert sich ihre Arbeit auf das „Dolmetschen von Engeln“. Kriele veröffentlichte ihre Bücher in namhaften Verlagen wie Hugendubel, Ullstein und Knaur und lebt und arbeitet mit ihrer Familie in der Nähe von Berlin. Kriele schreibt Bücher, produziert DVDs und CDs und bietet neben der persönlichen Beratung auch Gruppenseminare an.

## TV-Auftritte und Filmische Dokumentationen
- Biolek, Die Geister, die mich riefen, 07.03.2000 und 15.08.2000
- Boulevard Bio – Die Geister, die mich riefen, 11.03.2000
- Fliege, Ich lebe mit den Engeln, 15.11.2000
- Fliege – Und es gibt sie doch – Schutzengel, 29.11.2002
- Fliege – Der Engel an meiner Seite – Schutzengel, 04.12.2003
- Johannes B. Kerner – P. Hahne – A. Kriele – F. Zander – R. Zech, 18.12.2003
- Johannes B. Kerner – J. Fliege – B. Jacoby – A. Kriele – U. Walz – K. Saalfrank, 23.11.2004
- NDR Talkshow, 26.11.2004
- SWR, 29.11.2004
- Fliege, auf den Spuren der Engel, 15.12.2004
- ZDF, Die Macht der Engel, 25.12.2009
- ARD, Maischberger, 05.01.2010
- Alexa Kriele – Fernsehenauftritte 2000–2004. (Video; 5:56 Minuten) In: YouTube. 14. Juni 2012.
- Alexa Kriele: Bienensterben – was ist der Grund. (Video; 6:04 Minuten) In: YouTube. 21. Mai 2013.
- Alexa Kriele: Was 2013 wirklich zählt – Teil 9 – Ein lichtes Jahrhundert. (Video; 6:44 Minuten) In: YouTube. 29. März 2013.
- Alexa Kriele: Was 2013 wirklich zählt – Teil 8 – Denken lohnt sich. (Video; 6:54 Minuten) In: YouTube. 18. März 2013.
- Michael Friedrich Vogt: Dolmetscherin der Engel – Alexa Kriele: Gibt es auch böse Engel? (Video; 1:45 Stunde) 6. Dezember 2016 (Interview).

## Bücher
- Naturgeister erzählen, Falk, Christa,1. Oktober 1999, ISBN 978-3-89568-062-5
- Wie im Himmel so auf Erden - Christliche Engelkunde Bd. 3., Ch. Falk-Verlag, 1. Januar 2000
- Die Engel geben Antwort auf Fragen nach dem Sinn des Lebens, Herausgeber: Kailash, 1. September 2002, ISBN 978-3-7205-2350-9
- Mit den Engeln das Leben meistern: Wie sie uns durch Krisen helfen, Kailash, 1. August 2003, ISBN 978-3-7205-2432-2
- Wie im Himmel so auf Erden, Ullstein Tb; 1. Auflage, 1. Januar 2004, ISBN 978-3-548-74101-7
- Mit den Engeln über die Schwelle zum Jenseits. Bernard Jakoby fragt, die Engel geben Antwort, Kailash, 1. August 2004, ISBN 978-3-7205-2541-1
- Von Naturgeistern lernen: Die Botschaften von Elfen, Feen und anderen guten Geistern, Kailash, 15. Februar 2005, ISBN 978-3-7205-2593-0
- Beten mit den Engeln: Antworten der Engel auf Fragen zum Beten, Kailash, 1. Edition, 13. Februar 2006, ISBN 978-3-7205-2728-6
- Engel weisen Wege zur Heilung (Das Kartenset): Das Kartenset zum Buch, Knaur MensSana HC, 12. April 2008, ISBN 978-3-426-65615-0
- Beten mit Engeln, Allegria Taschenbuch, 9. Oktober 2008, ISBN 978-3-548-74393-6
- Wie Wünsche wirklich wahr werden: Moderne Mystik Band I, FRANZISKUS Verlag und Versandbuchhandlung; 1. Edition, 1. Januar 2010, ISBN 978-3-86213-142-6
- Sprich mit deinem Körper: Engel weisen Wege zur Heilung, Knaur MensSana TB, 1. Mai 2010, ISBN 978-3-426-87373-1
- Es werde Licht: Mit den Engeln auf neuen Wegen zu Gott, Goldmann Verlag, 19. Mai 2014, ISBN 978-3-442-22081-6
- Heilendes Zuhause: Wie ich mir meinen Kraftort für Körper und Seele schaffe, Knaur MensSana HC, 2. Edition, 2. November 2018, ISBN 978-3-426-65837-6
- Farben-Freude, BoD – Books on Demand, 1. Edition, 30. März 2020, ISBN 978-3-7504-3884-2